# キラキラ Every day
「キラキラ Every day」（キラキラエブリデイ）は、Dream5の5枚目のシングル。2012年1月4日にavex traxから発売された。

## 解説
- 同タイトル曲は前作に引き続きテレビ東京系アニメ『たまごっち!』のオープニング・テーマになっている。
- カップリング曲「にちようび」は、JITTERIN'JINNの同名曲のカバー。
- 衣装はドリ5学園の制服という設定になっている。

## 収録曲

### ジャケット絵柄A、B
全編曲：日比野裕史
1. キラキラ Every day [4:02]
作詞：leonn、作曲：松田純一
2. にちようび [3:57]
作詞・作曲：破矢ジンタ
3. キラキラ Every day たまごっちVer. [1:33]
4. キラキラ Every day（Instrumental）[4:01]
5. にちようび（Instrumental）[3:58]
6. 二人だけの流れ星（BONUS TRACK）[4:20]
作詞：leonn、作曲：日比野裕史

DVD
1. キラキラ Every day（Music Video）
2. キラキラ Every day（振りビデオ）
3. にちようび（振りビデオ）
4. キラキラ Every day たまごっちver（大原優乃振付振りビデオ）
5. ドリ5学園ダンス部パフォーマンス映像（玉川桃奈・高野洸・大原優乃）

### mu-moショップ限定盤（ジャケット絵柄C）
1. キラキラ Every day
2. キラキラ Every day（Instrumental）
3. ドリ5学園学校生活ドラマ〜生徒会メンバー職員室に呼び出されるの巻〜
  - AVC1-48258 <重本ことりメインVersion> 徳島弁の受験生、重本ことり
  - AVC1-48259 <高野洸メインVersion> 久留米弁のド天然中2、高野洸
  - AVC1-48260 <日比美思メインVersion> ブリブリラブリー全開の中1、日比美思
  - AVC1-48261 <大原優乃メインVersion> 語尾に全部ゆーの？スマイル小6、大原優乃
  - AVC1-48262 <玉川桃奈メインVersion> 宮城のボイスチェンジャー受験生、玉川桃奈
4. 二人だけの流れ星（BONUS TRACK）